# Ökumenische Rundschau
Die Ökumenische Rundschau ist eine deutschsprachige Zeitschrift zu Themen der Ökumene und erscheint in der Evangelischen Verlagsanstalt Leipzig.
Die Ökumenische Rundschau ist eine Vierteljahreszeitschrift und erscheint jeweils im ersten Monat des Quartals. Sie beschäftigt sich mit Grundsatzfragen der ökumenischen Bewegung. Sie berichtet von Kirchen und Bewegungen in anderen Kontinenten, dokumentiert ökumenische Texte und Verlautbarungen. Außerdem umfasst sie Personennachrichten, Buchrezensionen und eine Zeitschriftenschau.
Sie wird in Verbindung mit dem Deutschen Ökumenischen Studienausschuss (vertreten durch Yauheniya Danilovich, Münster und  Julia Knop, Erfurt) herausgegeben von Elzbieta Adamiak, Landau; Angela Berlis, Bern; Petra Bosse-Huber, Hannover; Daniel Buda, Genf/Sibiu; Amelé Adamavi-Aho Ekué, Genf; Fernando Enns, Amsterdam und Hamburg (Redaktion); Dagmar Heller, Bensheim; Wolfram Langpape, Hannover (Redaktion); Ulrike Link-Wieczorek, Oldenburg (Redaktion); Viola Raheb, Wien; Johanna Rahner, Tübingen (Redaktion);Dorothea Sattler, Münster; Oliver Schuegraf, Hannover (Redaktion); Andrea Strübind (Oldenburg); Marie Anne Subklew-Jeutner, Hamburg (Redaktion); Stephan von Twardowski, Reutlingen (Redaktion); Georgios Vlantis, München (Redaktion).